# AnyDesk
AnyDesk ist eine Fernwartungssoftware, die vom Unternehmen AnyDesk Software GmbH in Stuttgart entwickelt wird. AnyDesk ermöglicht einen Fernzugriff zwischen Computern mit unterschiedlichen Betriebssystemen wie Windows, Linux oder macOS.

## Geschichte
Die AnyDesk GmbH wurde 2014 von vier ehemaligen Teamviewer-Mitarbeitern in Stuttgart gegründet. AnyDesk basiert auf dem Video-Codec DeskRT der philandro Software GmbH, die wiederum von der AnyDesk GmbH gegründet wurde. Die Veröffentlichung der ersten finalen Version von AnyDesk fand 2015 für Windows statt. 2016 folgten Linux- und macOS-Versionen. Seit dem 8. Februar 2017 existiert außerdem eine Version für iOS- und Android-Geräte.
Im Mai 2018 erhielt AnyDesk in einer Serie-A-Finanzierungsrunde ein Investment von 6,5 Millionen Euro, angeführt von der Private-Equity-Gesellschaft EQT Ventures. Die Business Angels Chris Hitchen und Andreas Burike investierten dabei ebenfalls.
Anfang Februar 2024 bestätigte die Firma AnyDesk einen Hacker-Angriff auf die Produktiv-Umgebung des Unternehmens und veröffentlichte eine entsprechende Pressemitteilung. Das BSI stufte die Bedrohungslage als „IT-Bedrohungslage mit verstärkter Beobachtung von Auffälligkeiten unter temporärer Beeinträchtigung des Regelbetriebs“ ein. Kundendaten sind von Kriminellen zum Verkauf angeboten worden. Das CERT-FR der französischen IT-Sicherheitsbehörde liefert Hinweise zu dem Vorfall, in denen als Datum der 20. Dezember 2023 genannt wird.

## Lizenzen
AnyDesk wird im Abonnement vertrieben. Eine Einstiegsversion ist dabei für die private Anwendung kostenlos. Für die Anwendung im kommerziellen Umfeld werden verschiedene Lizenzen angeboten.

### Funktionen
- Fernzugriff für verschiedene Plattformen (Windows, Linux, macOS, iOS, Android, Raspberry Pi, FreeBSD, ChromeOS) mit Zugang per einfachem alphanumerischem Code und Bestätigung durch den Nutzer
- Zwei-Faktor-Authentisierung (2FA) möglich (nur Professional- und Enterprise-Lizenz)
- Direkte Verbindung im selben Netzwerk mit niedriger Latenz
- Unbeaufsichtigter Zugriff
- Remote Print
- Auto-Discovery (automatischer lookup im lokalen Netzwerk)
- Chat-Funktion (nur Professional- und Enterprise-Lizenz)
- Verschlüsselte Verbindungen
- REST-Schnittstelle (nur Professional- und Enterprise-Lizenz)
- Custom-Clients (nur Professional- und Enterprise-Lizenz)
- Sitzungsprotokoll (nur Professional- und Enterprise-Lizenz)
- TCP-Tunneling (nur Professional- und Enterprise-Lizenz)
- Wake-On-LAN (nur Professional- und Enterprise-Lizenz)
- Eigener Namensraum (in der Professional-Lizenz gegen Aufpreis; in der Enterprise-Lizenz kostenfrei)

## Sicherheit
AnyDesk verwendet TLS-1.2-Verschlüsselung mit Authenticated Encryption. Alle Verbindungen zwischen AnyDesk-Clients sind mindestens mit AES-128 verschlüsselt.
Die Verschlüsselung ist zeitgemäß und gilt gemeinhin als sicher.
Wie bei anderen Fernwartungsanwendungen auch, gibt es Berichte, dass AnyDesk von Betrügern und Hackern eingesetzt wird, unter anderem bei Ransomwareattacken und bei sogenannten Technical Support Scams, Betrugsversuchen, bei denen – in der Regel per Telefon – behauptet wird, einen legitimen technischen Unterstützungsdienst anzubieten. Dies hat jedoch mit der Sicherheit der Verbindung bzw. der Software selbst nichts zu tun.